# Eddie Irle
Eddie Irle (* 1980 in Herdecke) ist ein deutscher Schauspieler.

## Leben
Eddie Irle wurde in Westfalen in der Nähe von Dortmund geboren. Die ersten Jahre seines Lebens wuchs er in der Wohngemeinschaft seiner Eltern auf. Er besuchte Konzerte und Theater und entdeckte durch seinen musikalischen Vater auch seine Liebe zur Musik. Im Alter von 10 Jahren verließ er gemeinsam mit seiner Familie das Ruhrgebiet; nach einer kurzen Zeit in München verlebte er seine Jugendjahre  dann in Speyer, wohin die Familie gezogen war. Mit 14 Jahren schloss er sich einer Band an, verfasste eigene Songtexte und entdeckte für sich den Rap als künstlerische Ausdrucksform.
Nach seinem Zivildienst ging er als junger Erwachsener nach Berlin, wo er mit seiner damaligen Freundin in einer WG lebte. Er arbeitete, um Geld zu verdienen, in einem Altenheim als Altenpfleger und stand abends als Rapper in verschiedenen Clubs auf der Bühne. Beim freien Berliner „Theater gegen den Mittelstand“ spielte er seine erste Hauptrolle auf der Bühne, als „einsamer Wolf und Mörder“ Roberto Zucco in Bernard-Marie Koltès’ gleichnamigem Theaterstück.
Sein Schauspielstudium absolvierte er von 2004 bis 2007 an der Hochschule für Film und Fernsehen „Konrad Wolf“ (HFF) in Potsdam-Babelsberg.
In der Spielzeit 2008/09 war er als festes Ensemblemitglied am Theater Magdeburg engagiert. Dort spielte er u. a. in „glitzernden Hotpants an eine Mischung aus Nina Hagen und Tatjana Gsell“ erinnernd, den Graf Paris in Romeo und Julia, den Kommerzienrat Rauch im Horváth-Stück Kasimir und Karoline, den abgestürzten Freeclimber Olaf in Dea Lohers Stück Das letzte Feuer und Jim O’Connor in Die Glasmenagerie.
Ab Beginn der Spielzeit 2009/10 gehörte er ohne Unterbrechung bis Sommer 2018 zum festen Ensemble des Hans Otto Theaters in Potsdam. Zu seinen ersten Rollen gehörte dort der Fähnrich Otto von Aigner in Schnitzlers Tragikomödie Das weite Land. Hier trat er in den folgenden Jahren u. a. als Romeo in Romeo und Julia (Premiere: 2011, Regie: Bruno Cathomas), als Borkin in Iwanow (Regie: Markus Dietz), als Dexter Haven im Musical High Society (Regie: Nico Rabenald) und als Geologe Wadim in der Solschenizyn-Uraufführung Krebsstation (Regie: Tobias Wellemeyer) auf. Weitere Rollen waren Slim in Von Mäusen und Menschen (Regie: Niklas Ritter), der Assistenzarzt Wernstein in Der Turm (Regie: Tobias Wellemeyer), Carlo Harms in der Gegenwartskomödie Alle sechzehn Jahre im Sommer von John von Düffel (Regie: Tobias Wellemeyer), Guy Duke in Nur Pferden gibt man den Gnadenschuß (Regie: Niklas Ritter) und Laertes in Hamlet (Regie: Alexander Nerlich).
In der Spielzeit 2013/14 übernahm er die Rolle des geschiedenen Vaters Dave, der das Besuchsrecht für seinen Sohn zu verlieren droht, in dem Theaterstück Ladies’ Night von Anthony McCarten. In der Spielzeit 2015/16 spielte er dort, u. a. an der Seite von Christoph Hohmann, Philipp Mauritz und Axel Sichrovsky, den Kellner Rimbaud in der Bühnenfassung des Hiddensee-Romans Kruso von Lutz Seiler. In der Spielzeit 2016/17 übernahm er den Puck in einer Neuinszenierung der Shakespeare-Komödie Ein Sommernachtstraum. In der Spielzeit 2016/17 (Premiere: April 2017) verkörperte er außerdem den Chuck in einer Bühnenfassung des Films Dogville.
In der Spielzeit 2017/18 trat er u. a. als Graf von Hohenzollern in Prinz Friedrich von Homburg (Premiere: Oktober 2017) und als Raskolnikow in der Dostojewski-Dramatisierung Verbrechen und Strafe (Premiere: Februar 2018) auf. In Shakespeares Spätwerk Der Sturm (Premiere: Mai 2018), der Abschiedsinszenierung des Potsdamer Intendanten Tobias Wellemeyer, verkörperte er, „lüstern und rußverschmiert“, Prosperos wilden Sklaven Caliban.
Seit der Spielzeit 2018/19 gehört er zum Schauspielensemble des Nationaltheaters Mannheim.
Irle arbeitet gelegentlich auch für den Film und das Fernsehen, wo er u. a. mit Bernd Böhlich, Rosa von Praunheim, Pola Schirin Beck und Veit Helmer zusammenarbeitete. Im Januar 2018 war Irle in der ZDF-Krimiserie SOKO Köln in einer Episodenhauptrolle zu sehen; er spielte Theo Verheugen, den eifersüchtigen, tatverdächtigen und wegen Körperverletzung vorbestraften Exfreund der Freundin des Toten. Im Oktober 2018 war Irle in der ZDF-Krimiserie SOKO Wismar in einer Episodenhauptrolle zu sehen; er spielte den Inhaber eines Wismarer Tattoo-Studios, der als „menschliches Werkzeug“ ungewollt seinen Bruder mit Pfeilgift tötet. In der 20. Staffel der ZDF-Serie SOKO Leipzig (2019) übernahm Irle eine der Episodenrollen als tatverdächtiger Pharmahändler Dirk Sandmann. In der 5. Staffel der TV-Serie WaPo Bodensee (2021) spielte Irle eine der Episodenhauptrollen als tatverdächtiger streitlustiger Umweltschützer Carl Weyrich.
Eddie Irle lebt nach 17 Jahren mit Hauptwohnsitz Berlin nunmehr wieder in Speyer.

## Filmografie (Auswahl)
- 2007: Du bist nicht allein (Kinofilm)
- 2007: Sechs tote Studenten (Fernsehfilm)
- 2009: Mein Vogel fliegt schneller (Kinofilm)
- 2011: Dann fressen ihn die Raben (Kurzfilm)
- 2012: Am Himmel der Tag (Kinofilm)
- 2014: Quatsch und die Nasenbärbande (Kinofilm)
- 2018: SOKO Köln: Tod in der Milchstraße (Fernsehserie, eine Folge)
- 2018: SOKO Wismar: Tattoo-Tod (Fernsehserie, eine Folge)
- 2019: SOKO Leipzig: Crystal (Fernsehserie, eine Folge)
- 2020: Wilsberg: Bielefeld 23 (Fernsehreihe)
- 2020: Bad Banks: Schöne neue Welt (Fernsehserie, eine Folge)
- 2020: Und morgen die ganze Welt (Kinofilm)
- 2021: WaPo Bodensee: Helden (Fernsehserie, eine Folge)